# 芳林公園

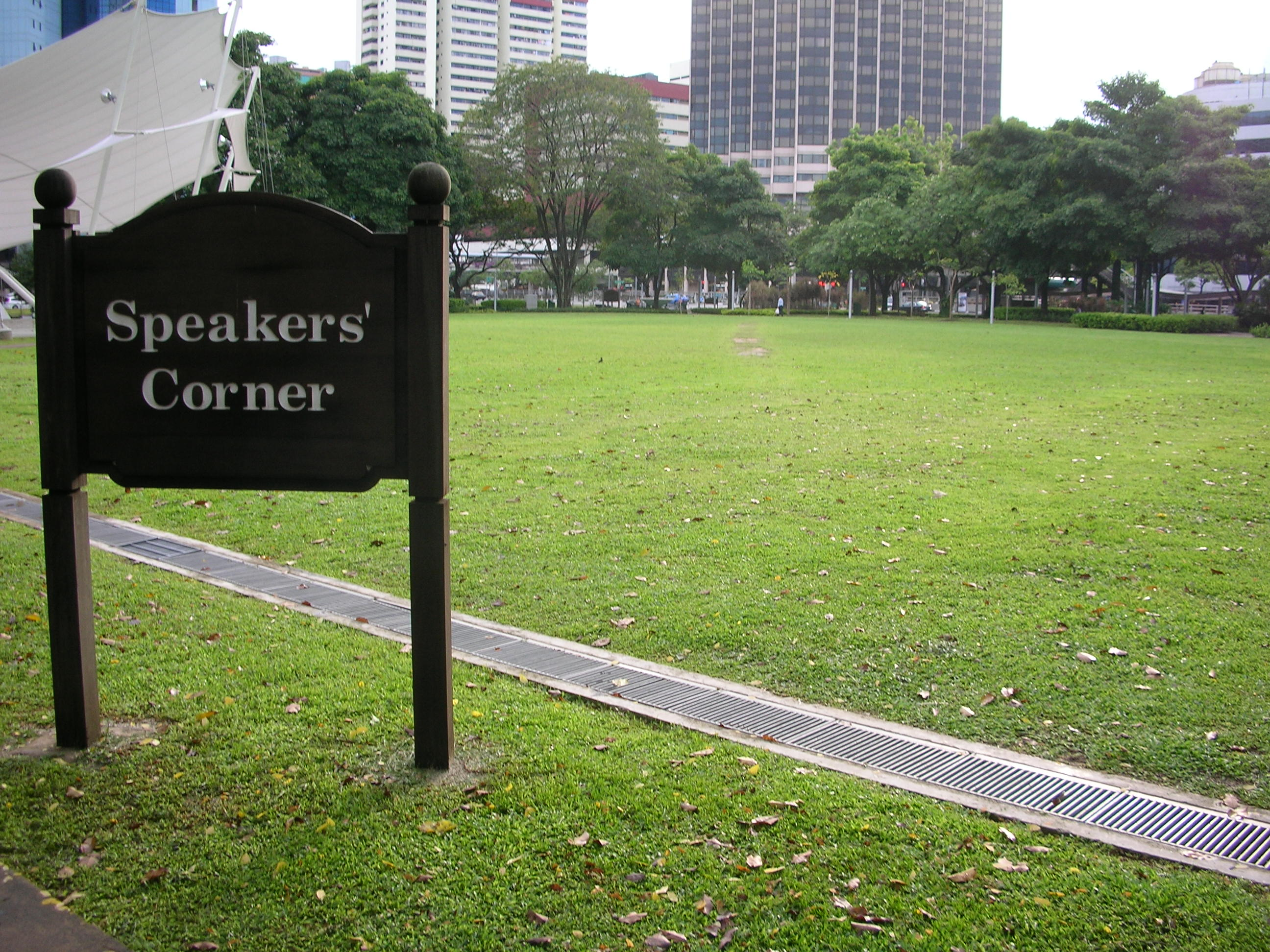
演說者之角

芳林公園（英語：Hong Lim Park），旧称德明埔、芳林埔，為新加坡的一座公園，位於新加坡商業區中心，佔地0.94-公頃（2.3-英畝），於1876年之前落成，於2000年9月1日設立一個演說者之角（為新加坡唯一一處批准經由向國家公園局註冊個人資料的新加坡人聚集及示威的地方），參考英國倫敦海德公園建成。公园名称取自19世紀新加坡华商及太平绅士章芳林（Cheang Hong Lim）。

## 歷史

### 早年
德明埔（又译邓曼埔）是新加坡最早的公园之一，它以1871年退休的殖民地时代第一任警察总监托马斯·邓曼（英語：Thomas Dunman）的名字命名。1876年，为了纪念购买并向政府捐赠这片土地的福建富商、太平绅士及慈善家章芳林，该公园更名为芳林埔。
1885年，殖民政府在公园的场地上建造了一座被称为“刑事区和治安法院（英語：Criminal District and Magistrates' Courts）”的拥有折线屋顶的裁判法院大楼。毗邻北干拿路的北干拿邮局（英語：North Canal Post Office）也建在该处，而警察法庭大楼则靠近桥南路。第一座海峡华人体育会（现新加坡中华俱乐部）会所建在公园的中心地带，该会所建筑是一座由 H.D. Richards 设计的八角亭。会所于1887年7月2日由第3任大清（中国）驻新嘉坡领事左秉隆正式向会员开放。1914年，原会所被拆除以兴建新亭、改善采光及设施，新入口正对新桥路。
芳林埔自1940年代的日占时期被用于举行演说集会。战后，它被新加坡中华俱乐部（英語：Singapore Chinese Recreation Club）和新加坡板球俱乐部的成员用作板球场，该处也是1950年代许多政治演讲和选举集会首次举办的场地。1951年，当局在刑事区和治安法院附近建造了两座临时法院大楼。1959年新加坡自治邦立法议会选举提名日后，人民行动党在园内举行首场群众大会。
随着新加坡中华俱乐部于1959年7月31日搬出场地并移至珊顿道，其前会所于翌日开始拆除，以为新的发展让路。

### 翻新
芳林埔在后来由新加坡市议会翻新，铺设新草皮、设置填沙儿童游乐场、喷泉、公园设施和露天剧场，耗资17万3000新元，更名为芳林公园并于1960年4月23日由文化部长拉惹勒南正式重新开放。翌日，露天剧场后方的直落亚逸芳林公园民众联络所由财政部长吴庆瑞博士正式开放。
随着1960年代至1970年代人们在露天剧场上演中国戏曲，公园集会的传统再次以另一种媒介得以恢复。芳林公园也再次成为举行文化表演、户外电影放映和选举集会的热门地点。
初级法院（英語：Subordinate Courts）于1975年9月15日开放运作后不久，曾在公园内分别保留了90年和24年的刑事区和治安法院以及两个临时法院被拆除，原裁判法院建筑的所在地现在是一块空地，设有公共厕所作为活动场地的一部分。园内的游乐场已被拆除。
1980年代后期，前北干拿邮局经过翻修并改建为牛车水邻里警岗。从2000年9月起，它也成为为任何希望在演说者之角发表演讲或举办活动的人提供注册服务的中心。
2005年，芳林公园露天舞台进行了翻新，加入了拥有现代化元素的纯特富龙帐篷，保留了1950年代的历史舞台布局。

## 演说者之角
2000年9月1日，新加坡政府參考英國倫敦海德公園內的演說者之角，在芳林公園模仿設立，供予經由向國家公園局註冊個人資料的新加坡人演說用途；演說者之角每日早上7時至晚上7時開放，全年無休。演说者之角附近裝置有大量闭路电视，並且派駐有大量警務人員駐守。演說者之角限制演說者必須使用新加坡官方語言，而內容亦受到限制，不得沾及《新加坡法律》、種族主義及宗教迫害等等於設立同年，註冊演說者達400人，至2006年下降至26人。演说者之角是目前新加坡唯一可以合法举行公众抗议的场所。
在90年代初期之前，芳林公园曾经是同性恋者的 “总部”。许多志同道合者都在这里寻找对象。自2009年以来，芳林公园每年都会举行年度LGBT户外活动Pink Dot SG。
2013年初，两次针对政府移民政策的抗议活动各吸引了350多人参加；2014年6月，约有20人在此抗议新加坡的国有养老基金公积金计划。

## 图册

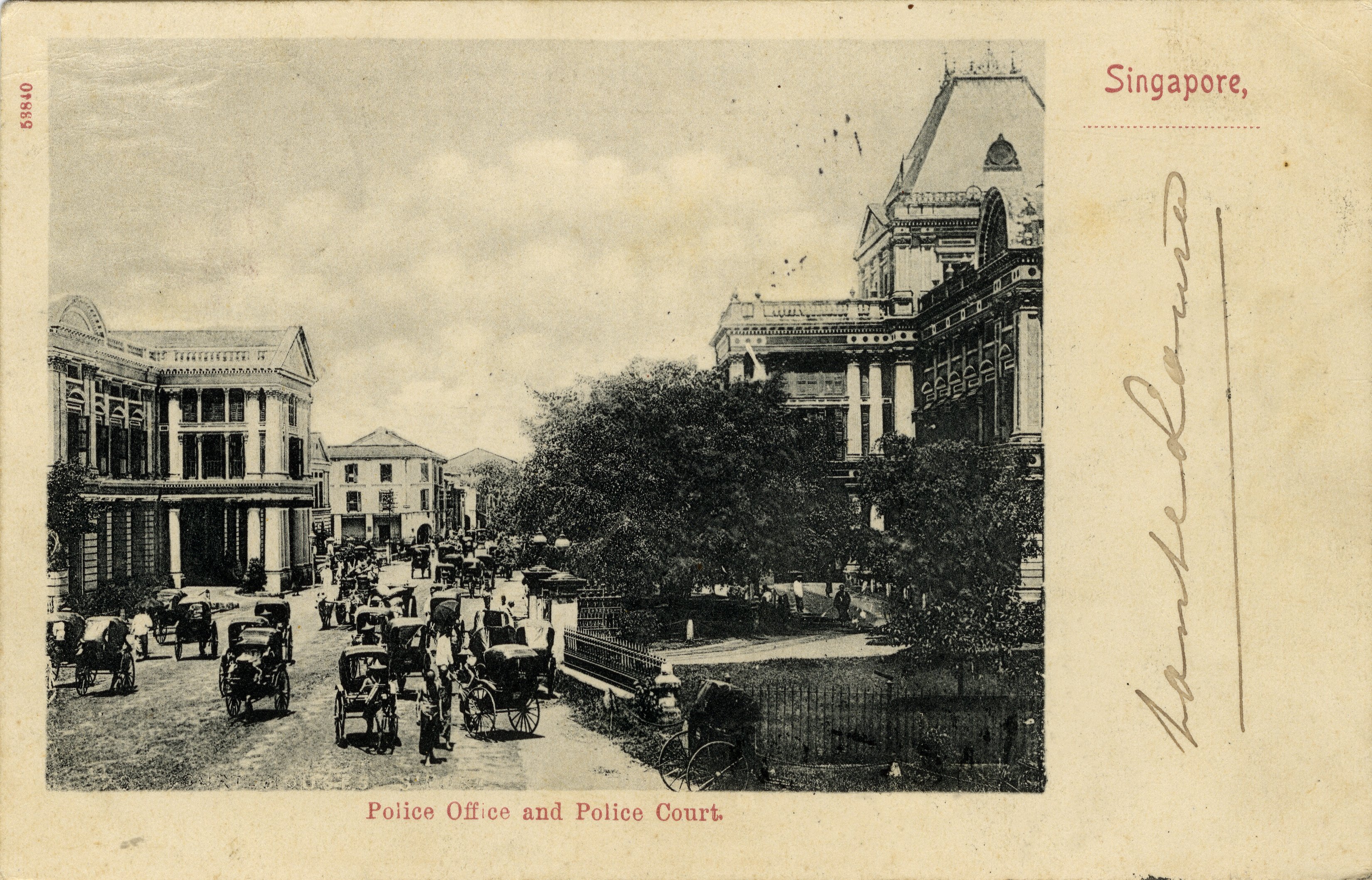
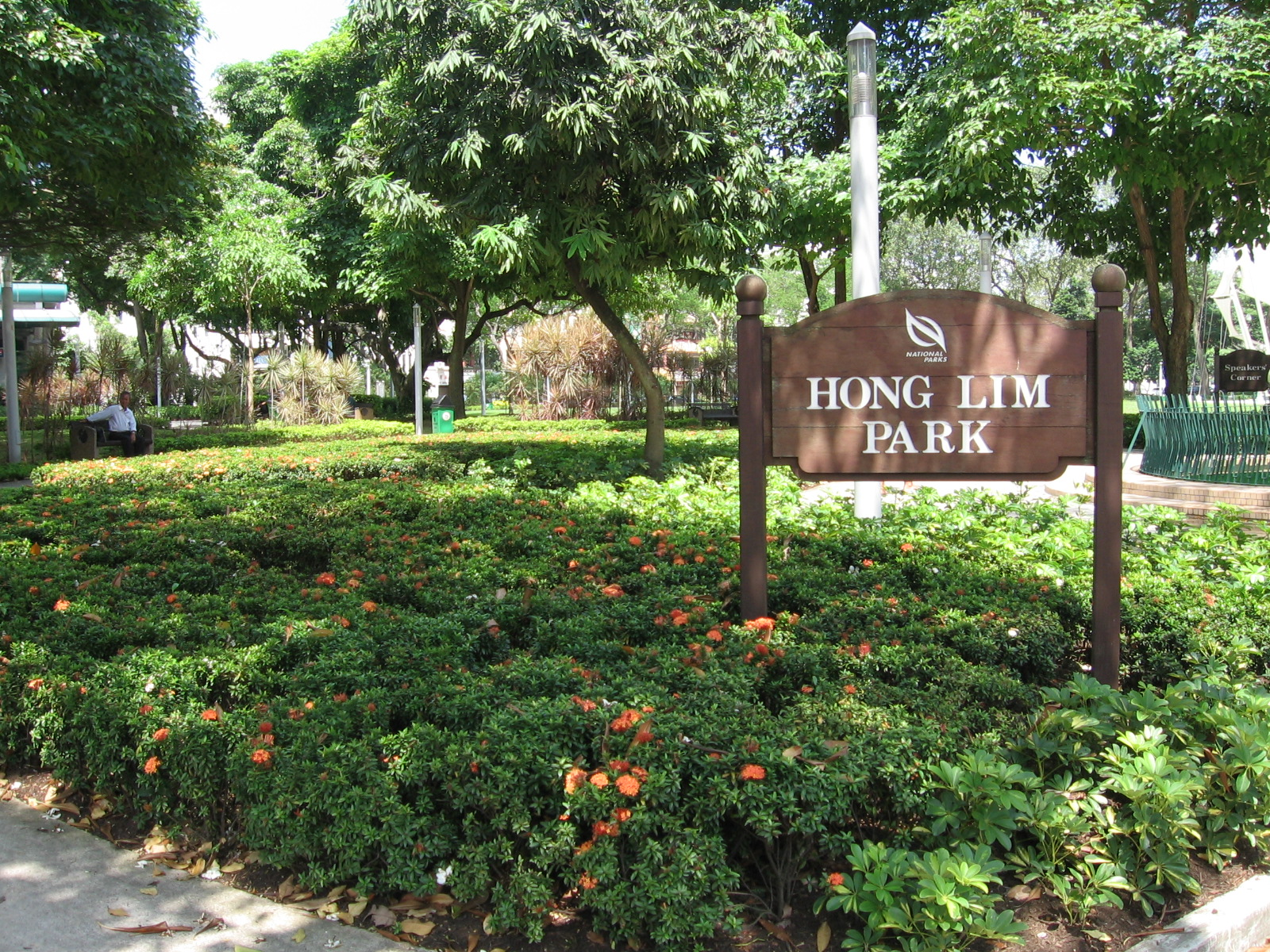
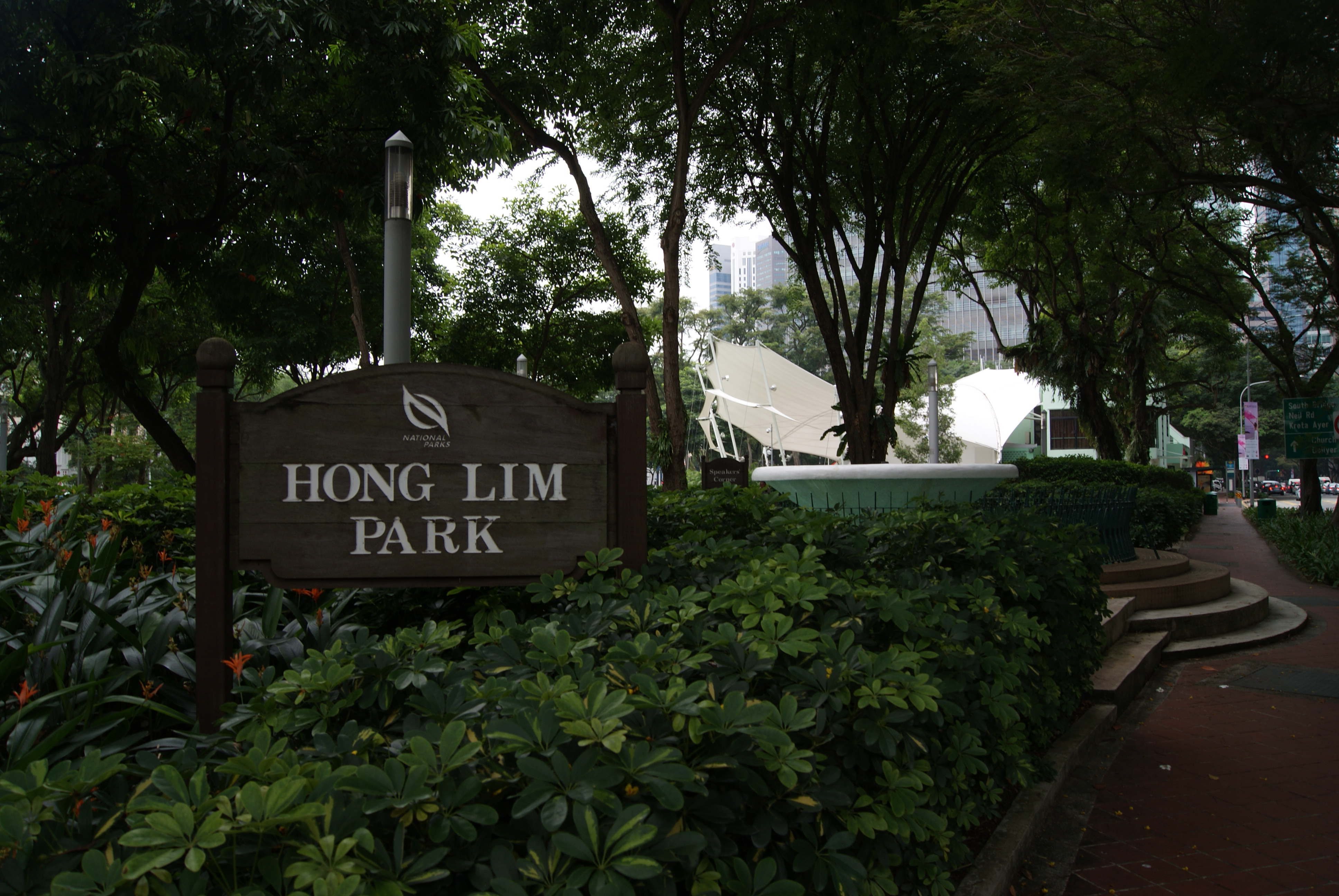
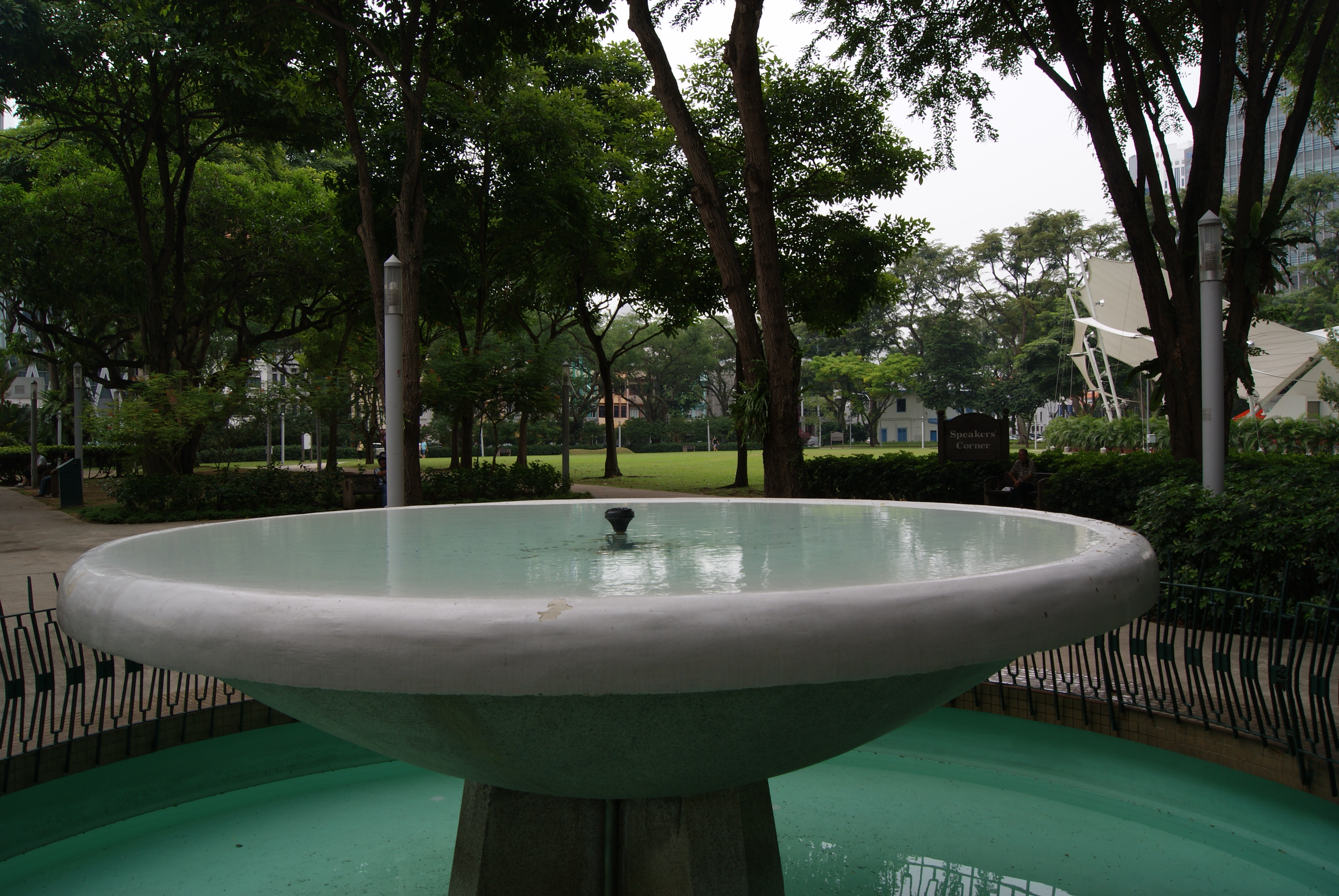
园内喷泉
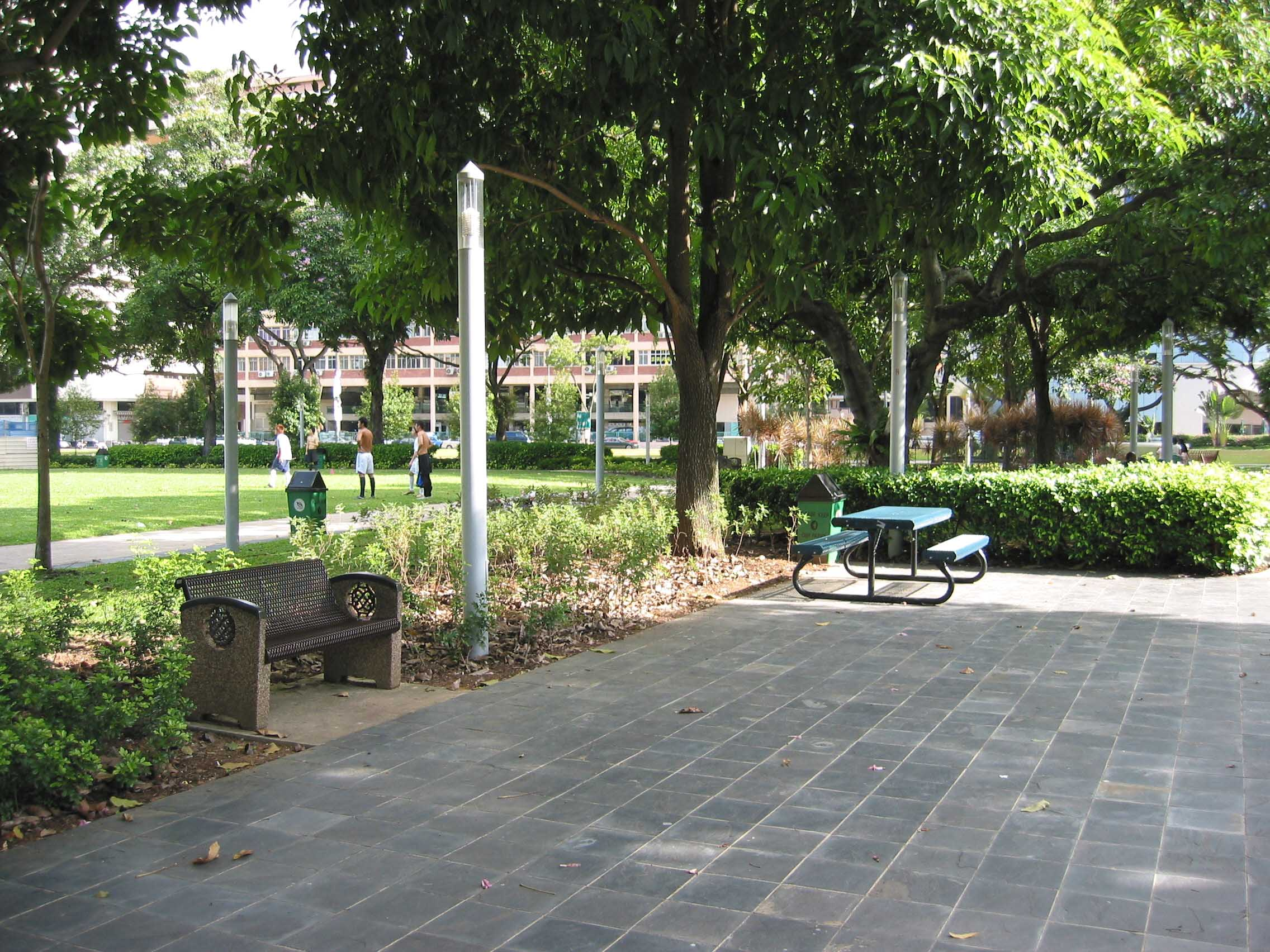
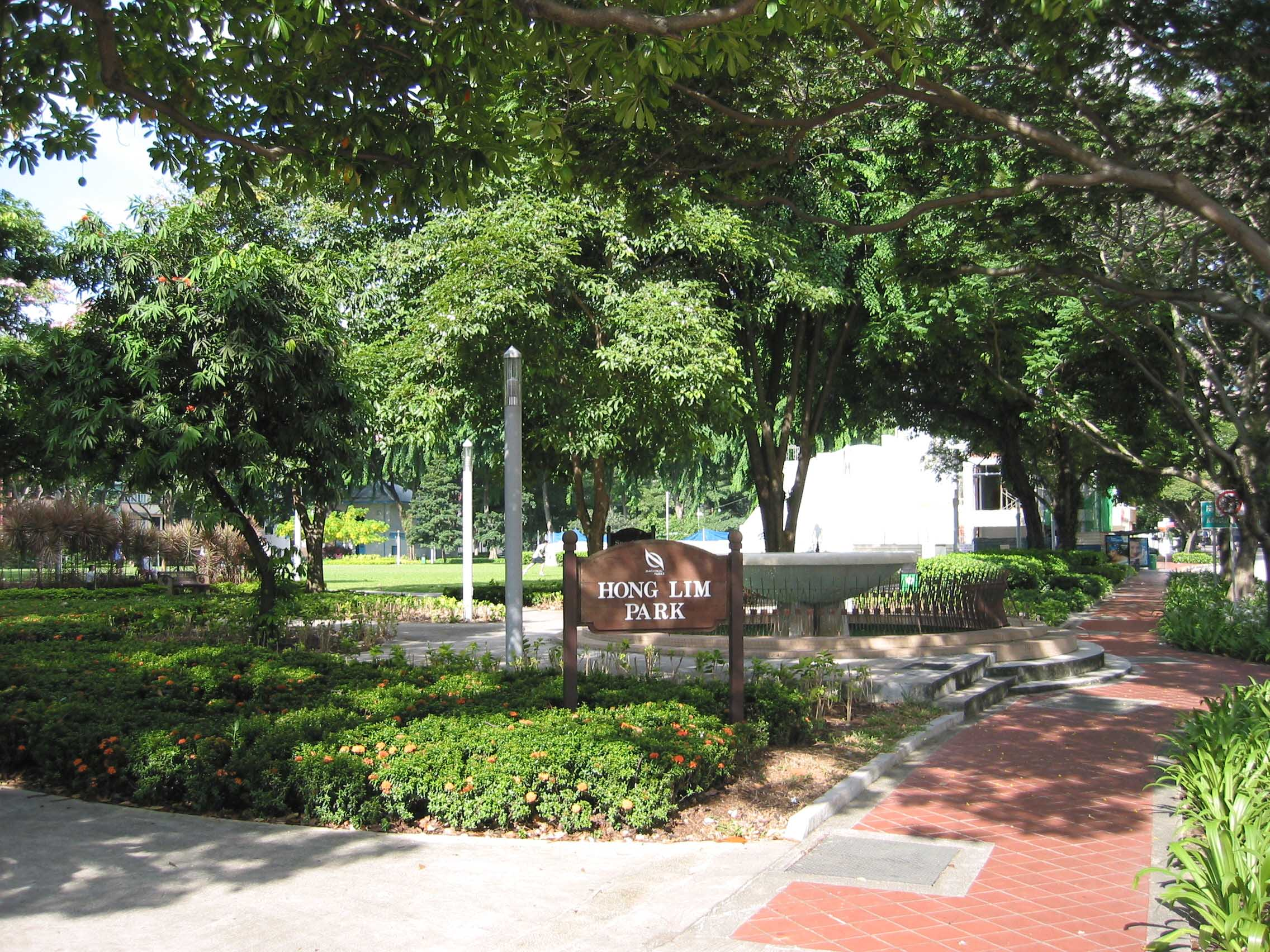
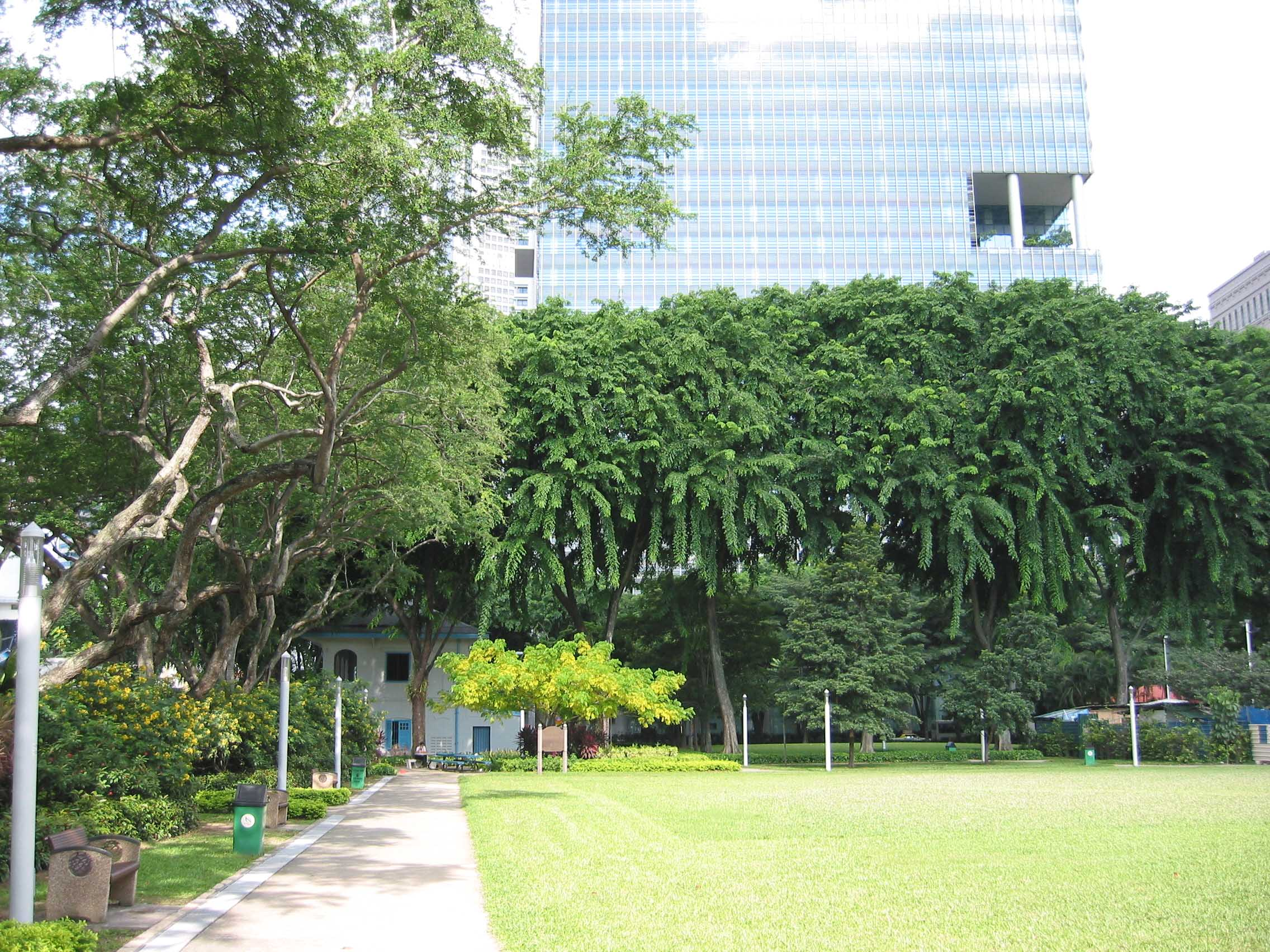
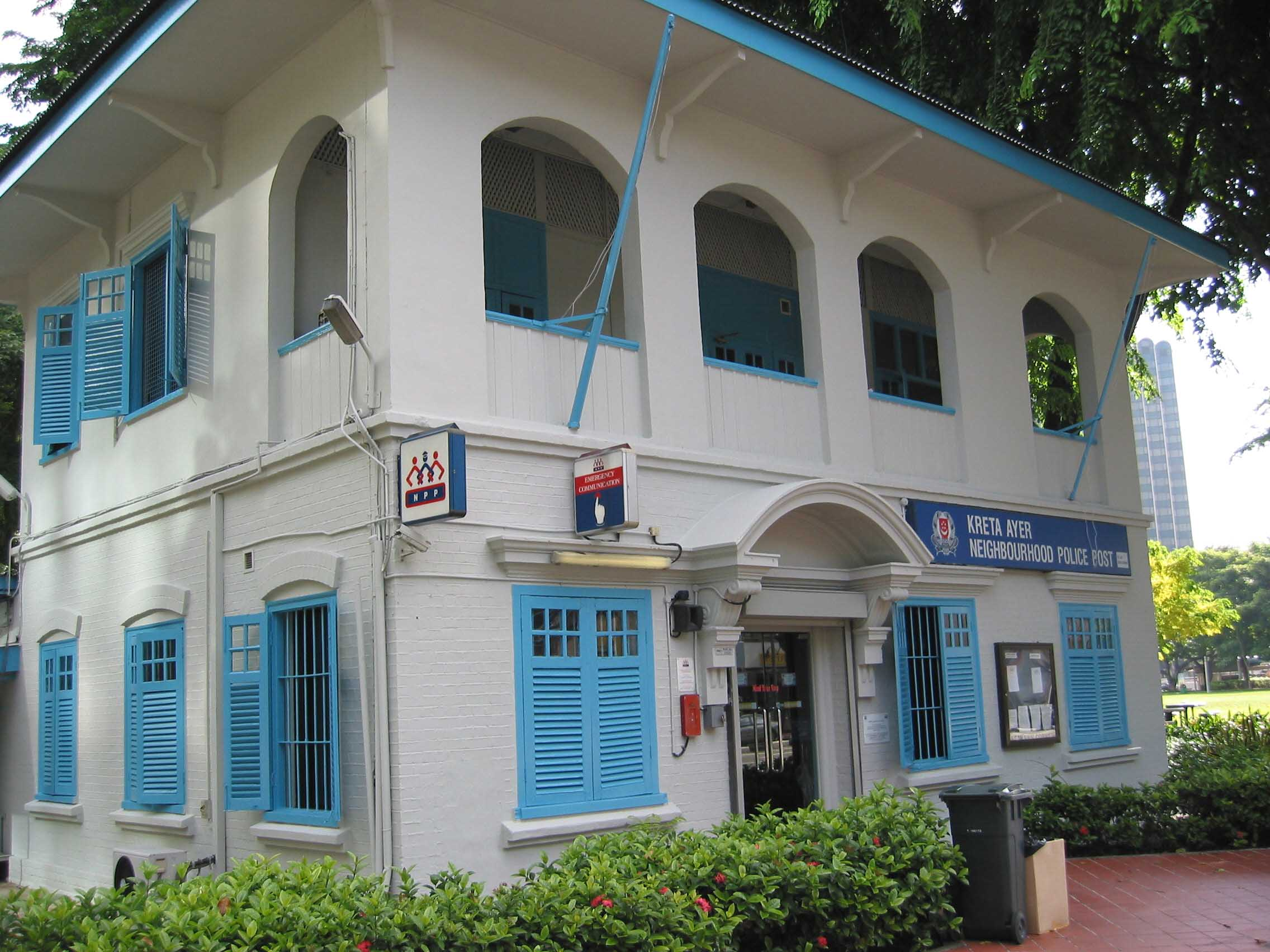
前北干拿邮局，现牛车水邻里警岗
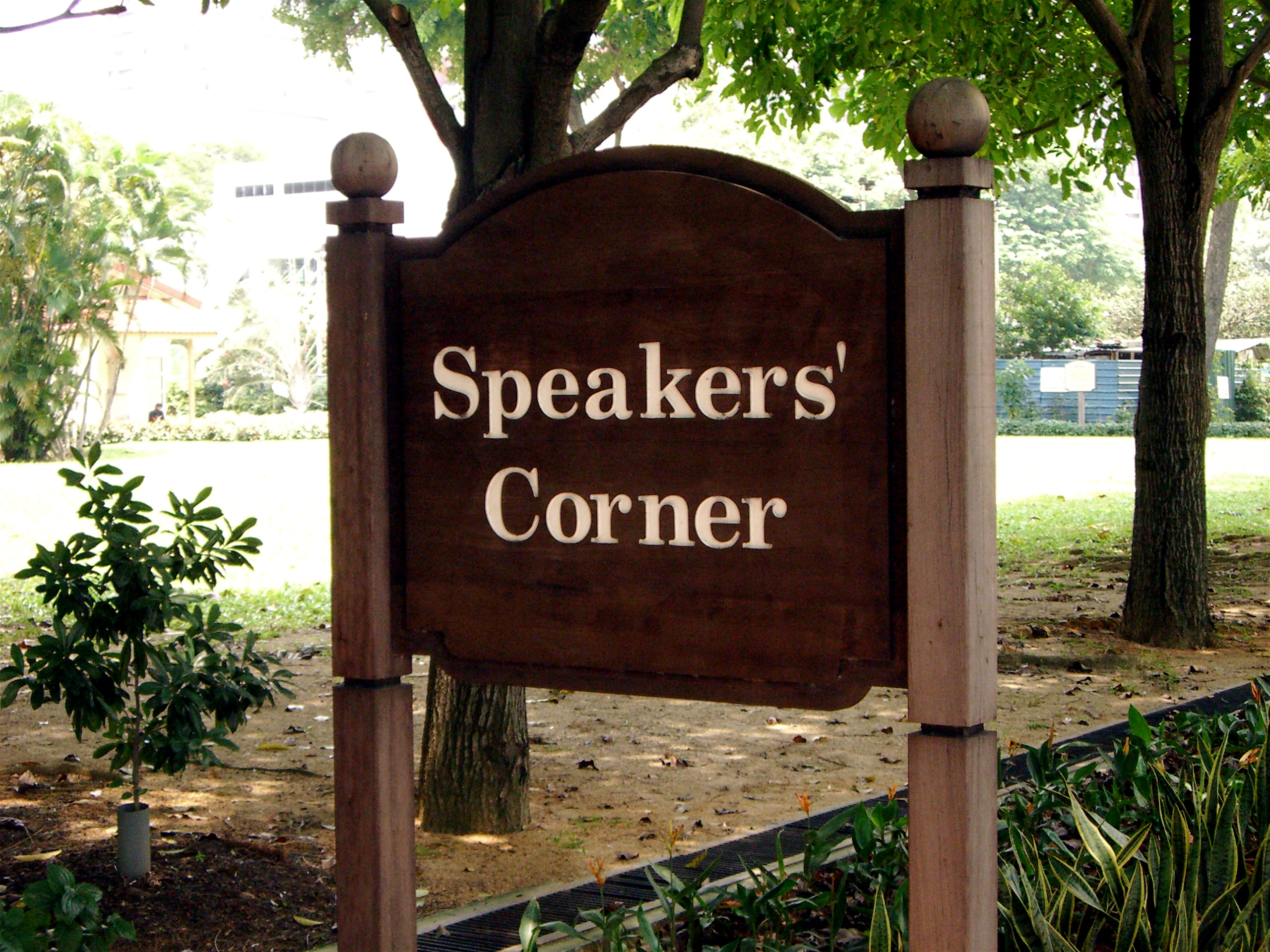
演说者之角
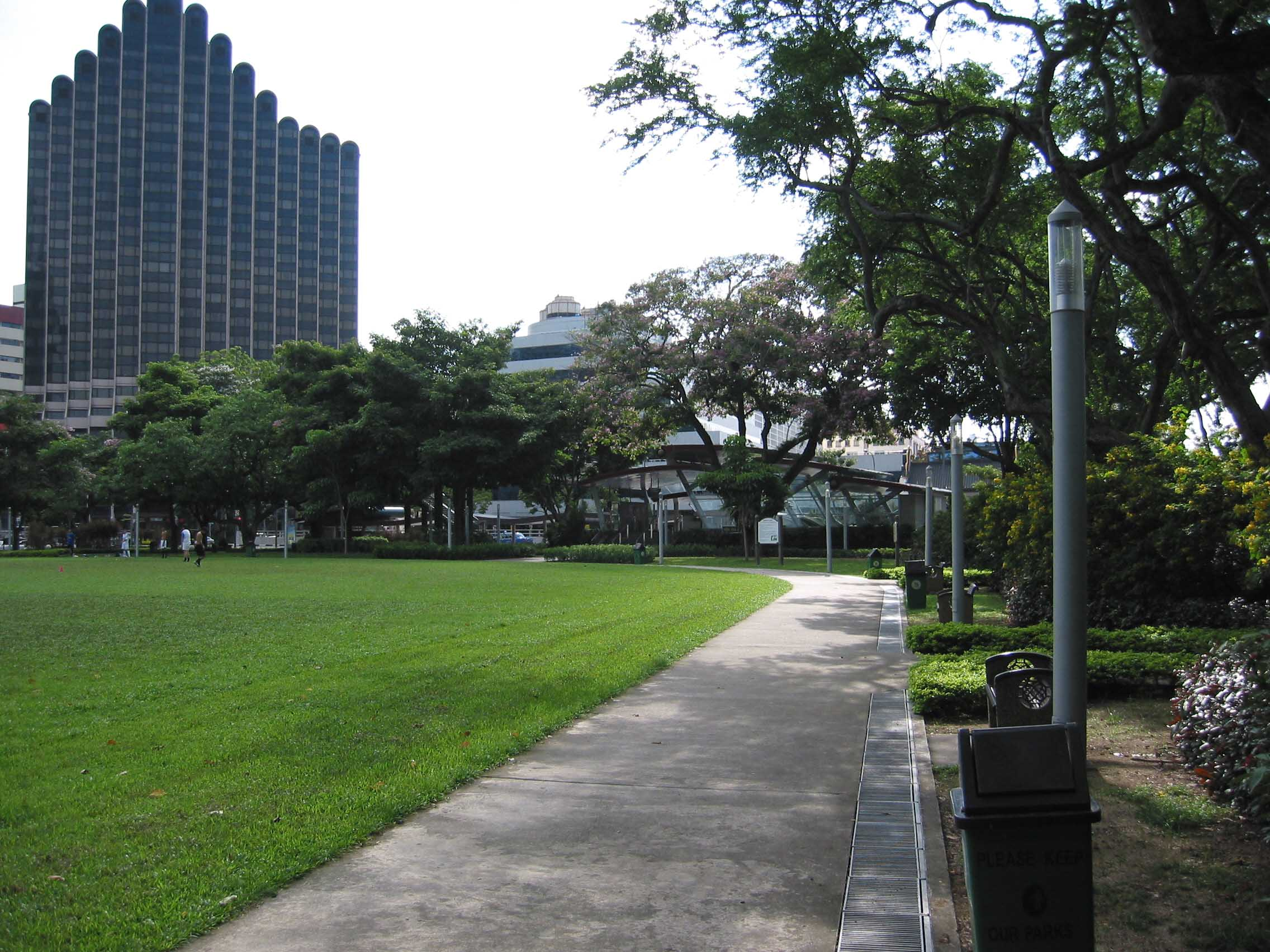
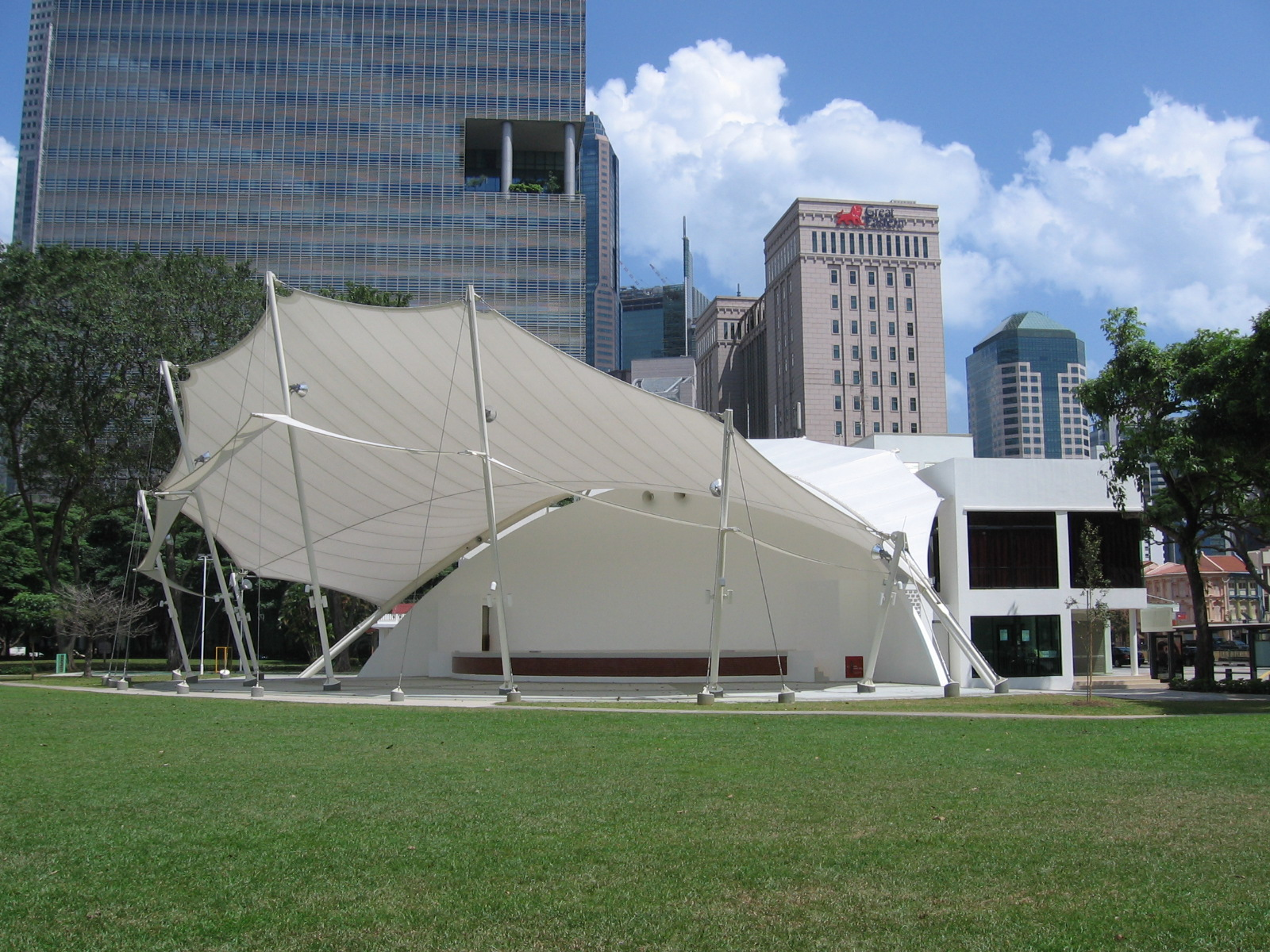
露天舞台，直落亚逸芳林公园民众联络所后方。
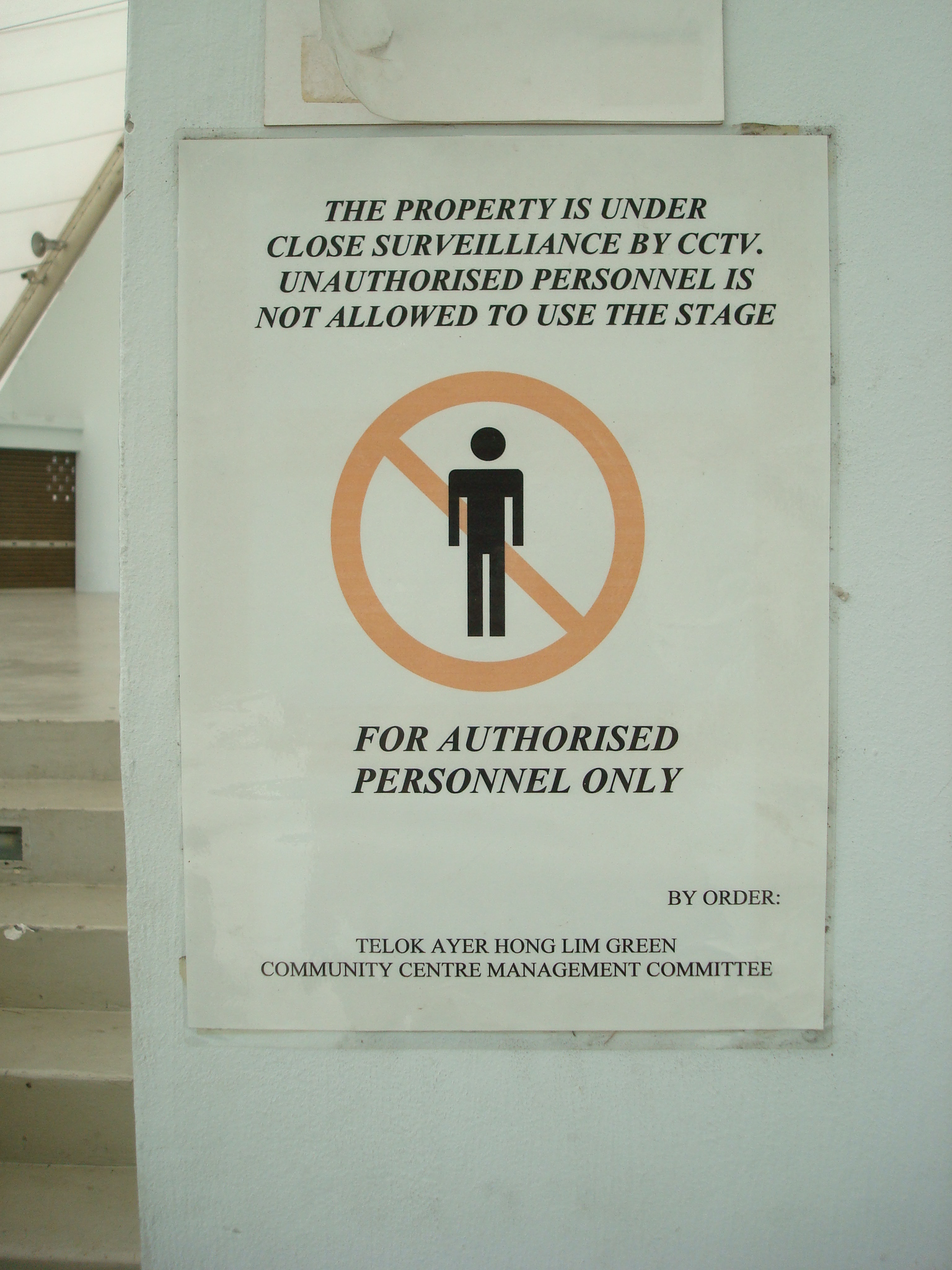
张贴于直落亚逸芳林公园民众联络所后方的舞台的告示
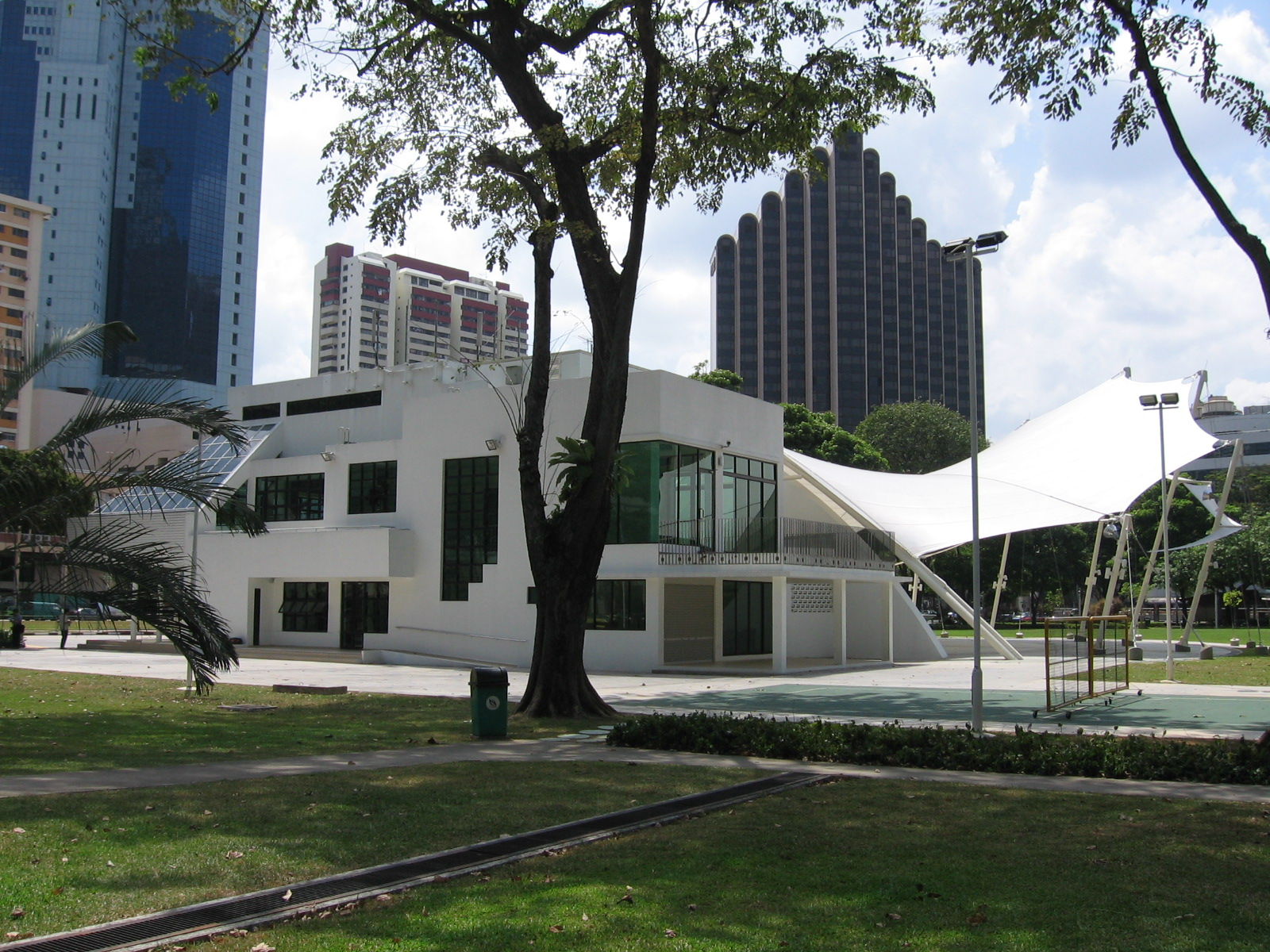
直落亚逸芳林公园民众联络所
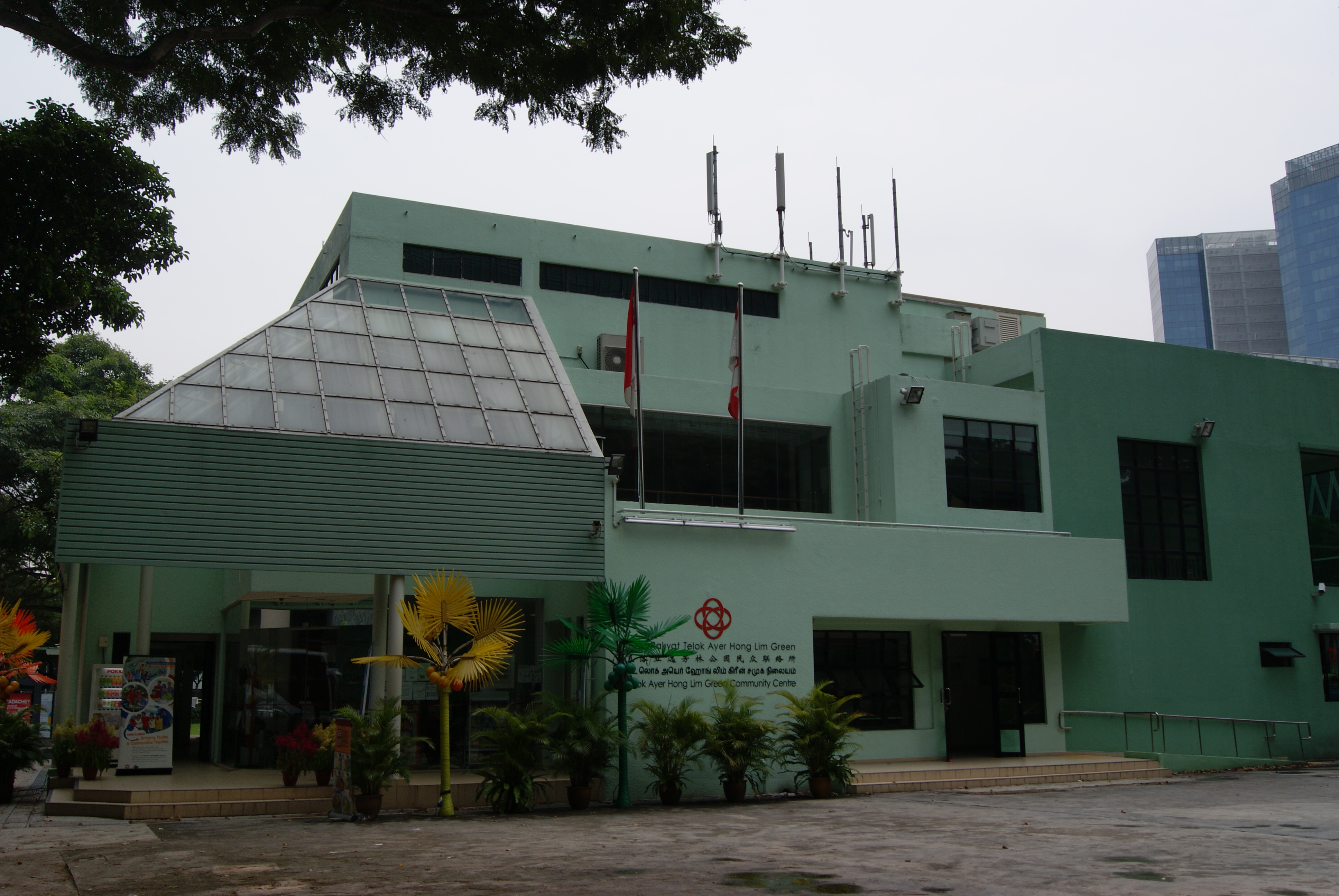

## 地理
芳林公园以北干拿路、桥南路、必麒麟街上段和新桥路为界，直落亚逸芳林公园民众联络所和牛车水邻里警岗毗邻公园。

### 毗邻路段
- 新桥路
- 桥南路（英语：South Bridge Road）
- 乔治街一号